# Михалько, Василий Пимонович
Василий Пимонович Михалько (13 апреля 1918 — 9 мая 1945) — Герой Советского Союза, гвардии капитан.

## Биография
Родился 13 апреля 1918 года в станице Отрадо-Кубанской (ныне в Гулькевичском районе) Краснодарского края. Русский.
В 1936 году окончил 8 классов средней школы.
Работал начальником почтового отделения. Призван в РККА Кропоткинским ГВК Краснодарского края в 1939 году.

## Великая Отечественная война
Участник Великой Отечественной войны с июля 1941 года. Окончил годовой курс военно-инженерного училища в г. Архангельске.
Кандидат в члены ВКП(б) с 1942 года. В феврале 1942 года присвоено звание «старший лейтенант».
Воевал в составе 999-го стрелкового полка 258-й стрелковой дивизии 61-й армии.
В октябре 1942 года присвоено звание «гвардии капитан».
Василий Михалько при форсировании реки Днепр 30 сентября 1943 года в районе деревни Глушец Лоевского района Гомельской области Белоруссии под вражеским огнём из подручных средств оборудовал переправы и обеспечил преодоление реки 37-м гвардейским стрелковым полком одновременно в нескольких местах.
Ранен в октябре 1943 года.
Указом Президиума Верховного Совета СССР «О присвоении звания Героя Советского Союза генералам, офицерскому, сержантскому и рядовому составу Красной Армии» от 15 января 1944 года за «образцовое выполнение боевых заданий командования по форсированию реки Днепр и проявленные при этом мужество и героизм» гвардии капитану Михалько Василию Пимоновичу присвоено звание Героя Советского Союза с вручением ордена Ленина и медали «Золотая Звезда».

## Гибель
Погиб в День Победы, 9 мая 1945 года — утонул в озере Ной-Руппин. Похоронен на кладбище, расположенном на северо-восточной окраине г. Ной-Руппин.
На момент гибели — полковой инженер 37-го гвардейского стрелкового полка 12-й гвардейской стрелковой дивизии 61-й армии Центрального фронта.

## Награды
- медаль «Золотая Звезда»;
- Орден Ленина;
- Орден Отечественной войны 2 степени;
- Орден Красной Звезды
- Медаль «За оборону Москвы»

## Семья
Отец — Михалько Пимон Терентьевич.
Жена — Михалько Лидия Ивановна.